# História da inteligência artificial
A História da Inteligência Artificial (IA) começou na antiguidade com mitos, histórias e rumores de seres artificiais dotados com inteligência ou consciência pelos seus fabricantes; conforme a escritora e historiadora britânica Pamela Ann McCorduck escreve em seu livro Máquinas que pensam (1979), Inteligência Artificial começou com "um desejo antigo de forjar os deuses". 

### Primórdios
Desde o início os fundamentos da inteligência artificial tiveram o suporte de várias disciplinas que contribuíram com ideias, pontos de vista e técnicas para a IA. Os filósofos (desde 400 a.C.) tornaram a IA concebível, considerando as ideias de que a mente é, em alguns aspectos, semelhante a uma máquina, de que ela opera sobre o conhecimento codificado em alguma linguagem interna e que o pensamento pode ser usado para escolher as ações que deverão ser executadas. Por sua vez, os matemáticos forneceram as ferramentas para manipular declarações de certeza lógica, bem como declarações incertas e probabilísticas. Eles também definiram a base para a compreensão da computação e do raciocínio sobre algoritmos.
Os economistas formalizaram o problema de tomar decisões que maximizam o resultado esperado para o tomador de decisões. Os psicólogos adotaram a ideia de que os seres humanos e os animais podem ser considerados máquinas de processamento de informações. Os linguistas mostraram que o uso da linguagem se ajusta a esse modelo. Os engenheiros de computação fornecem os artefatos que tornam possíveis as aplicações de IA. Os programas de IA tendem a ser extensos e não poderiam funcionar sem os grandes avanços em velocidade e memória que a indústria de informática tem proporcionado.
As sementes da IA moderna foram plantadas pelos filósofos clássicos que tentaram descrever o processo de pensamento humano como um mecanismo de manipulação de símbolos. Este trabalho culminou com a invenção do computador digital programável na década de 1940, uma máquina baseada na essência abstrata da razão matemática. Este dispositivo e as idéias por trás inspiraram cientistas a começar a discutir seriamente a possibilidade de construir um cérebro eletrônico.

### Século XX

#### 1940 - robôs e GPS

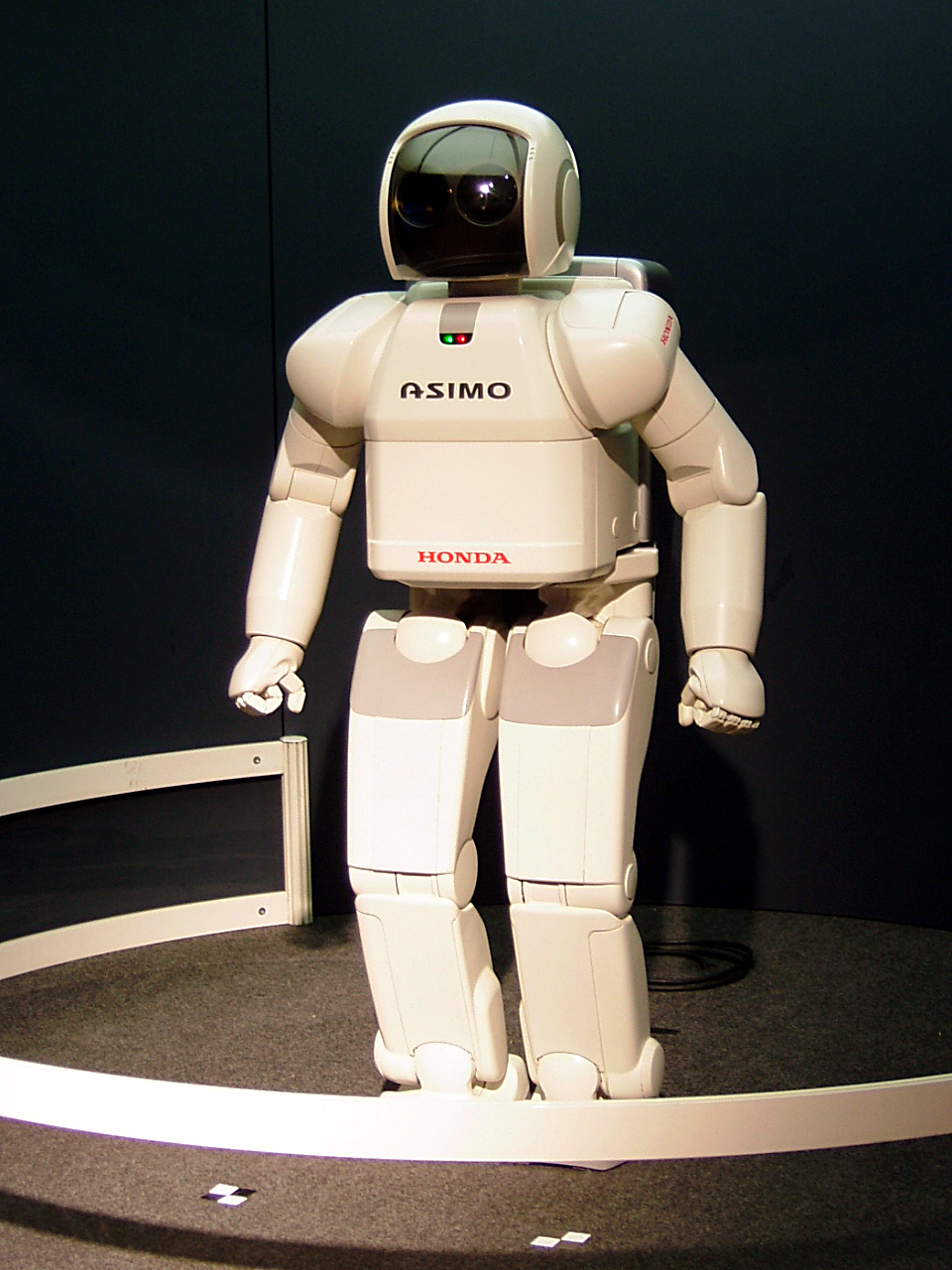
Humanoide

O interesse no desenvolvimento de máquinas autônomas capazes de simular o pensamento humano e de realizar varias tarefas cresceu vertiginosamente nas últimas décadas, da segunda metade do século XX, realizando assim os primeiros estudos sobre inteligência artificial (IA) a um propósito comum, a partir de iniciativas de cientistas de diversas áreas, como: psicologia, ciência cognitiva, ciência da computação e, robótica. Ferramentas eficientes em analisar problemas e oferecer soluções e planejamentos (tomada de decisão), automatização de tarefas no cotidiano das pessoas.
Nas décadas de 1940 e 1950, diversos pesquisadores investigaram a interseção entre neurologia, teoria da informação e cibernética. Alguns deles desenvolveram dispositivos que empregavam redes eletrônicas para demonstrar formas elementares de inteligência, exemplificadas pelas tartarugas-robôs de William Grey Walter e o robô a Besta, construído na Universidade Johns Hopkins. Esses estudiosos frequentemente participavam de reuniões na Sociedade Teleológica da Universidade de Princeton e no Ratio Club na Inglaterra.
Os estágios iniciais da IA foram marcados por avanços, embora de maneira restrita. Levando em conta as primeiras máquinas computadores, as ferramentas de programação disponíveis naquela época e considerando que apenas alguns anos antes os computadores eram percebidos apenas como dispositivos capazes de realizar operações aritméticas, era surpreendente ver um computador executando qualquer atividade que pudesse ser considerada remotamente inteligente.
1950 - IA experimental
O desenvolvimento da IA se deu de forma plena no século XX, logo após a Segunda Guerra Mundial, com a publicação do artigo Computing Machinery and Intelligence, na revista científica Mind, em 1950, pelo matemático inglês Alan Turing.
A inteligência artificial começou como um campo experimental nos anos 50 com pioneiros como Allen Newell e Herbert Simon, que fundaram o primeiro laboratório de inteligência artificial na Universidade Carnegie Mellon, e John McCarthy e Marvin Minsky, que fundaram o MIT Computer Science and Artificial Intelligence Laboratory[], em 1959. Foram eles alguns dos participantes na famosa conferência de verão de 1956 em Darthmouth College.
Aqueles que participaram do evento viriam a ser os líderes na pesquisa com IA por décadas. Muitos deles prediziam que uma máquina tão inteligente quando um ser humano iria existir em não mais do que uma geração. Eventualmente, ficou óbvio de que eles subestimaram grosseiramente as dificuldades para o projeto.
O sucesso inicial prosseguiu com o General Problem Solver (Solucionador de problemas gerais) ou GPS, desenvolvido por Newell e Simon. Esse programa foi projetado para imitar protocolos humanos de resolução de problemas. Dentro da classe limitada de quebra-cabeças com a qual podia lidar, verificou-se que a ordem em que os seres humanos abordavam os mesmos problemas. Desse modo, o GPS talvez tenha sido o primeiro programa a incorporar a abordagem de “pensar de forma humana”.
1960 / 1970 - Conexão
Nas décadas de 60 e 70, os pesquisadores focados em conexão foram afastados do centro das investigações em IA, no entanto, o interesse por essa abordagem foi revivido nos anos 80, à medida que as limitações da IA tradicional começaram a se tornar evidentes. Em 1960, esta abordagem foi abandonada, apesar de seus elementos serem revividos na década de 1980.
Em 1973, em resposta ao criticismo de James Lighthill e a pressão crescente do congresso, o DARPA e o governo britânico pararam de financiar pesquisas indiretas sobre inteligência artificial. Sete anos depois, uma visionária iniciativa do governo japonês inspirou governos e empresários a financiar bilhões em pesquisas mas posteriormente no final da década de 1980 os investidores viriam a se desiludir novamente. Estes ciclos de altos e baixos continuam a assombrar este campo de pesquisa. Ainda na atualidade existem predições extraordinárias de que até 2029 existirão máquinas com o nível de inteligência humano.

#### 1980 - Inteligência computacional
Na década de 1980, a pesquisa em inteligência artificial recebeu financiamento significativo da Agência de Projetos de Pesquisas Avançadas sobre Defesa (Defense Advanced Research Projects Agency - DARPA), nos Estados Unidos, e do Projeto da Quinta Geração, no Japão. O trabalho financiado não conseguiu fornecer resultados imediatos, apesar das promessas exageradas de alguns praticantes de IA. Isso resultou em cortes substanciais nos fundos de agências governamentais no final dos anos 80, levando a uma desaceleração das atividades no setor, conhecida como "O Inverno da IA". Ao longo da década seguinte, muitos pesquisadores de IA direcionaram seus esforços para áreas correlatas com objetivos mais modestos, como aprendizado de máquinas, robótica e visão computacional, embora as pesquisas em inteligência artificial pura tenham continuado em níveis reduzidos.
O interesse em redes neurais e "conexionismo" foi revitalizado por David Rumelhart e colegas na década de 1980. Atualmente, essas abordagens e outras técnicas sub-simbólicas, como sistemas de lógica fuzzy e computação evolucionária, são examinadas de maneira conjunta dentro da disciplina em ascensão conhecida como inteligência computacional.

### Século XXI
Apenas recentemente, com o surgimento do computador moderno, é que a inteligência artificial ganhou meios e massa crítica para se estabelecer como ciência integral, com problemáticas e metodologias próprias. Desde então, seu desenvolvimento tem extrapolado os clássicos programas de xadrez ou de conversão e envolvido áreas como visão computacional, análise e síntese da voz, lógica difusa, redes neurais artificiais e muitas outras. Inicialmente, os modelos de IA visavam reproduzir o pensamento humano. Posteriormente, no entanto, tais modelos abraçaram a ideia de reproduzir capacidades humanas como criatividade, auto aperfeiçoamento e uso da linguagem. Porém, o conceito de inteligência artificial ainda é bastante difícil de se definir. Por essa razão, Inteligência Artificial foi (e continua sendo) uma noção que dispõe de múltiplas interpretações, não raro conflitantes ou circulares.

#### 2020
Observou-se uma revolução no campo da inteligência artificial, tanto em termos de conteúdo quanto de metodologia. Nesta década de 2020 tem sido mais prevalente a utilização de teorias existentes como fundamentos, em vez de propor teorias completamente novas. Além disso, há uma tendência em embasar as informações em teoremas rigorosos ou em evidências experimentais robustas, em contraste com o uso intuitivo como base. Destaca-se também uma maior ênfase na relevância de aplicações práticas em detrimento de exemplos hipotéticos.
O progresso em pesquisas sobre inteligência artificial continua apesar dos altos e baixos de sua reputação aos olhos dos governos e aventureiros capitalistas. Problemas que pareciam não solucionáveis em 1970 foram resolvidos e as soluções são agora utilizadas comercialmente. Entretanto, nenhuma máquina foi construída ao nível de inteligência humano, ao contrário das predições otimistas da primeira geração de pesquisadores. "Nós podemos ver somente a uma curta distância à frente," admitiu Alan Turing em um artigo da década de 1950 que catalisou a pesquisa moderna por máquinas pensantes. "Mas," ele acrescentou, "nós podemos ver que pode ser feito."